# Sun Fo
Sun Fo (chinês tradicional: 孫科, pinyin: Sūn Kē; 21 de outubro de 1891 – 13 de setembro de 1973), nome de cortesia Zhesheng (哲生), foi um político chinês e um funcionário do alto-escalão do governo da República da China. Ele era filho de Sun Yat-sen, o fundador da República da China, e de sua primeira esposa Lu Muzhen.

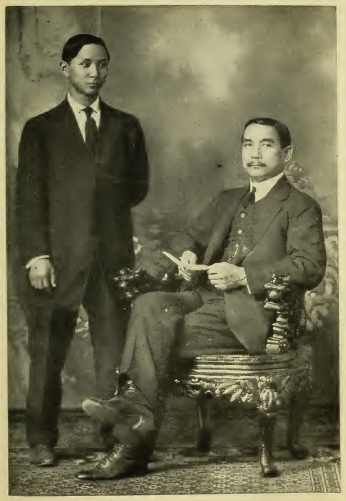
Sun Fo (esquerda) e Sun Yat-sen em 1911

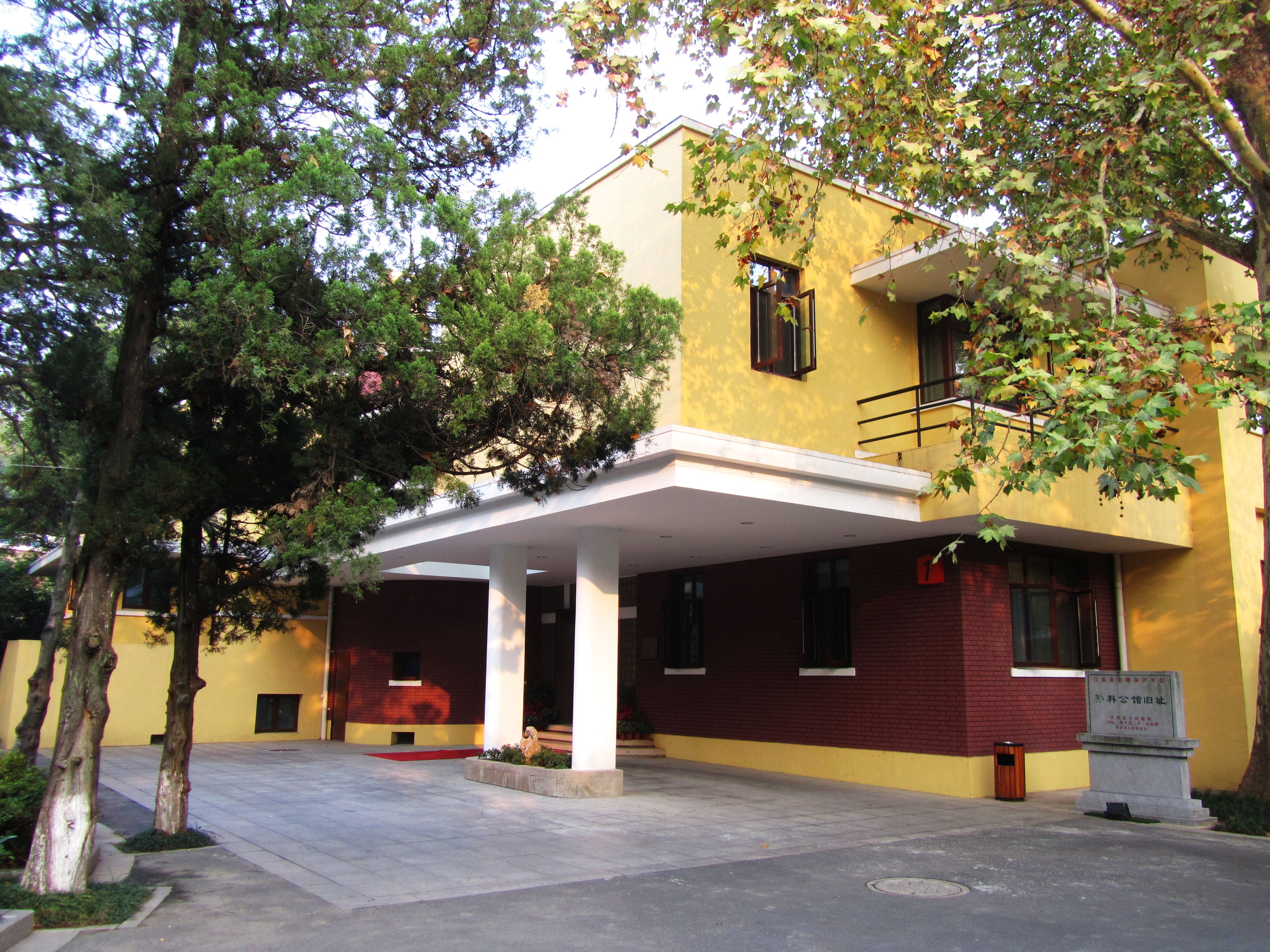
Antiga residência de Sun Fo em Nanquim.

Sun nasceu em Xiangshan (atual Zhongshan), Guangdong, China. Estudou no exterior e formou-se em 1911 no Saint Louis College (atualmente Saint Louis School, K-12, Honolulu, Havaí). Obteve o título de Bacharel em Artes pela Universidade da Califórnia, em Berkeley, em 1916, e o de Mestre em Ciências pela Universidade de Columbia, em 1917. Também recebeu um título honorário de LL.D. de Columbia. Casou-se com Chen Suk-ying e teve dois filhos, Sun Tse-ping e Sun Tse-kiong, e duas filhas, Sun Sui-ying e Sun Sui-hwa. Além disso, teve mais duas filhas: Sun Sui-fong, com Yan Ai-juang, e Sun Sui-fen, com Lan Yi. A maioria de seus filhos, incluindo as filhas, teve carreiras de sucesso na vida pública.
Após retornar à China, Sun foi nomeado prefeito de Guangzhou (Cantão), onde o governo do Kuomintang, liderado por seu pai, estava sediado. Ele ocupou o cargo de 1920 a 1922 e novamente de 1923 a 1925 (entre 1922 e 1923, Sun Yat-sen foi exilado por Chen Jiongming). Conforme registrado no China Mail, um jornal chinês, em 4 de junho de 1923, houve controvérsia em relação a um caso envolvendo 50.000 yuans e Sun Fo. O caso foi tornado público por Chan Po-yin (陳步賢; 1883–1965), um senador de Guangzhou. No governo nacionalista, Sun serviu como Ministro das Comunicações de 1926 a 1927, Ministro das Finanças de 1927 a 1928 e Ministro das Ferrovias de 1928 a 1931.
Em 1928, ele se tornou presidente da Universidade Chiao Tung, em Xangai, e fez muitas reformas administrativas e educacionais, incluindo a introdução de um Departamento de Educação Moral.
Em 1931, a quase guerra civil causada pela prisão de Hu Hanmin e a invasão da Manchúria forçou Chiang Kai-shek a renunciar. Por um mês, ele foi presidente do Yuan Executivo (primeiro-ministro). Ele descobriu que o governo estava paralisado pela ausência dos Três Grandes do partido: Hu, Chiang e Wang Jingwei. Negociações de alto nível trouxeram os dois últimos de volta à política, com Wang se tornando primeiro-ministro.
Sun discordou amplamente de Chiang sobre seus objetivos, Sun desejava adiar a guerra contra o Partido Comunista Chinês (PCC) em favor da guerra contra o Japão e chegar a um acordo com o PCC.

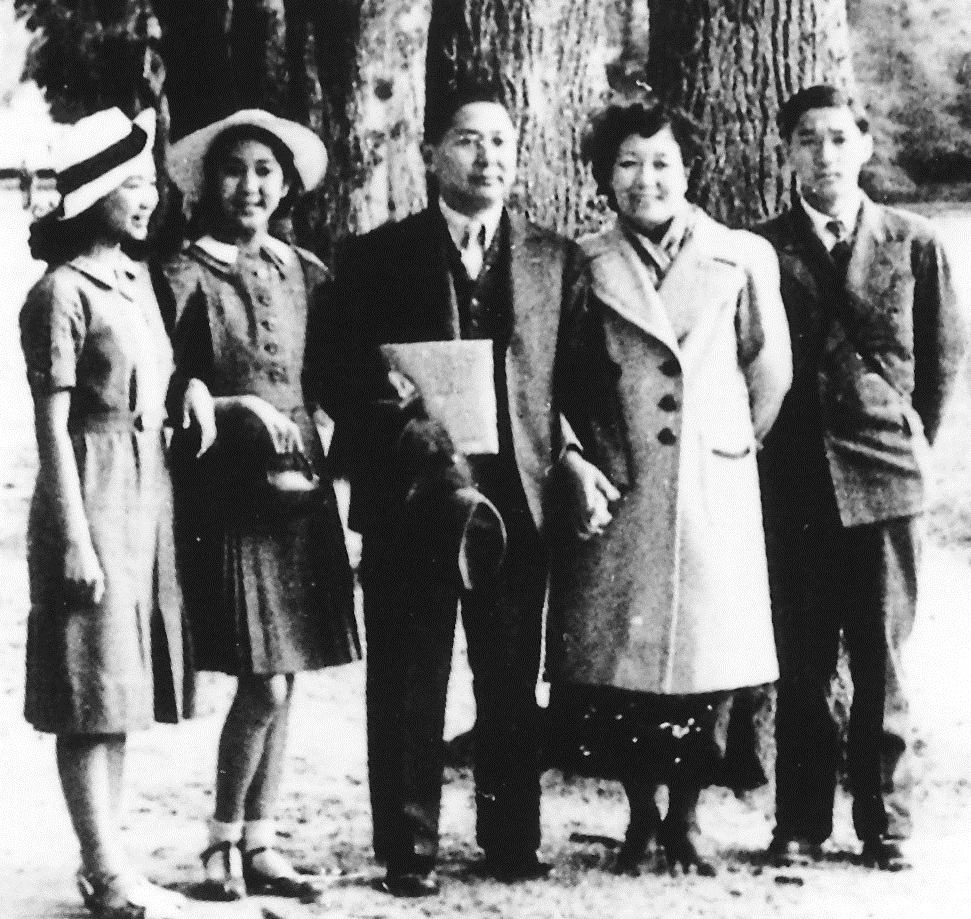
Sun Fo (centro) com sua família durante uma missão diplomática na França em 1938. Na foto, da esquerda para a direita, estão as filhas Sun Sui-ying e Sun Sui-hwa, Sun Fo, sua esposa Chen Suk-ying e o filho mais novo Sun Tse-kiong. O filho mais velho, Sun Tse-ping, não retratado, estava então morando e trabalhando nos EUA.

Sun tornou-se presidente do Yuan Legislativo de 1932 a 1948, sendo o primeiro a chefiá-lo sob a Constituição Chinesa de 1947, que ajudou a elaborar. De 1947 a 1948, foi vice-presidente do governo nacionalista e, em 1948, voltou a ocupar o cargo de presidente do Yuan Executivo. Durante esse período, ganhou a reputação de ter um "pescoço de ferro" — um liberal declarado que se opunha às tendências autoritárias de Chiang Kai-shek. No entanto, não pôde ser expurgado devido ao fato de ser filho de Sun Yat-sen. Na primeira eleição para presidente e vice-presidente sob a nova Constituição, em 1948, Sun concorreu à vice-presidência contra Li Zongren e Cheng Chien. Apesar de suas críticas veladas anteriores a Chiang, continuou sendo sua escolha favorita, mas Li, um dos rivais de Chiang no Kuomintang, venceu a eleição.